# Myochrous floridanus
Myochrous floridanus är en skalbaggsart som beskrevs av Schaeffer 1934. Myochrous floridanus ingår i släktet Myochrous och familjen bladbaggar.

## Underarter
Arten delas in i följande underarter:
- M. f. floridanus
- M. f. texanus